# NGC 5464
NGC 5464 est une galaxie spirale barrée (irrégulière ?) de type magellanique et située dans la constellation de l'Hydre. Sa vitesse par rapport au fond diffus cosmologique est de 2 942 ± 19 km/s, ce qui correspond à une distance de Hubble de 43,4 ± 3,1 Mpc (∼142 millions d'al). NGC 5464 a été découverte par l'astronome britannique John Herschel en 1835.
La base données NASA/IPAC classe cette galaxie comme irrégulière, mais toutes les autres sources consultées la classe comme une spirale. L'image obtenue du relevé DSS permet difficilement de choisir entre ces deux options.
La classe de luminosité de NGC 5464 est V-VI et elle présente une large raie HI. Elle renferme également des régions d'hydrogène ionisé.
À ce jour, six  mesures non basées sur le décalage vers le rouge (redshift) donnent une distance de 33,767 ± 3,903 Mpc (∼110 millions d'al), ce qui est à l'extérieur des valeurs de la distance de Hubble. Notons que c'est avec la valeur moyenne des mesures indépendantes, lorsqu'elles existent, que la base de données NASA/IPAC calcule le diamètre d'une galaxie et qu'en conséquence le diamètre de NGC 5464 pourrait être d'environ 24,2 kpc (∼78 900 al) si on utilisait la distance de Hubble pour le calculer.

## Groupe de NGC 5464
NGC 5464 est la plus brillante galaxie d'un trio. Les deux autres galaxies du groupe de NGC 5464 sont NGC 5494 et ESO 446-31.